# Шабаєв Досу
Досу Шабаєв (25 грудня 1912, село Асил-Баш Пішпецького повіту Семиріченської області, тепер Сокулукського району Чуйської області, Киргизстан — 15 листопада 1972, місто Фрунзе, тепер Бішкек, Киргизстан) — радянський діяч, заступник голови РНК Киргизької РСР, 1-й секретар Джалал-Абадського і Таласького обкомів КП(б) Киргизії. Депутат Верховної ради Киргизької РСР. Депутат Верховної Ради СРСР 2—3-го скликань. 

## Біографія
Народився в бідній селянській родині. У 1927 році вступив до комсомолу.
У 1929—1930 роках — секретар правління колгоспу Сталінського району Киргизької АРСР.
У 1930 році був слухачем курсів кондукторів при станції Чу Туркестано-Сибірської залізниці.
У 1930—1931 роках — секретар Асил-Башської (Октябрської) сільської ради Біловодського (Сталінського) району Киргизької АРСР.
У 1931—1932 роках — студент Киргизького фінансово-економічного технікуму в місті Фрунзе.
У 1932—1933 роках — заступник голови виконавчого комітету Мургабської волосної ради Таджицької РСР.
У 1933—1934 роках — секретар Мургабського районного комітету комсомолу Таджицької РСР.
У 1934—1935 роках — заступник секретаря Сталінського районного комітету комсомолу (ЛКСМ) Киргизької АРСР.
У 1935—1937 роках — завідувач відділу політичного навчання Сталінського районного комітету ЛКСМ Киргизької АРСР.
У 1937 році — секретар Кизил-Кійського районного комітету ЛКСМ Киргизії.
У 1937—1938 роках — курсант полкової школи 8-го стрілецького полку 69-ї стрілецької дивізії 2-ї окремої Червонопрапорної армії РСЧА.
Член ВКП(б) з 1937 року.
У 1938—1940 роках — заступник політрука (політичного керівника) протитанкового батальйону 8-го стрілецького полку 69-ї стрілецької дивізії 2-ї окремої Червонопрапорної армії РСЧА.
У 1940—1941 роках — інструктор, з червня по серпень 1941 року — заступник завідувача організаційно-інструкторського відділу Джалал-Абадського обласного комітету КП(б) Киргизії.
У серпні 1941 — січні 1943 року — 1-й секретар Ала-Букинського районного комітету КП(б) Киргизії Джалал-Абадської області.
У січні — грудні 1943 року — голова виконавчого комітету Джалал-Абадської обласної ради депутатів трудящих.
У грудні 1943 — 1944 року — заступник голови Ради народних комісарів Киргизької РСР з обліку та розподілу робочої сили.
У 1944 році — 2-й секретар Джалал-Абадського обласного комітету КП(б) Киргизії.
У 1944—1946 роках — 1-й секретар Джалал-Абадського обласного комітету КП(б) Киргизії.
У 1946—1947 роках — заступник завідувача організаційно-інструкторського відділу ЦК КП(б) Киргизії.
У 1947 році закінчив 9-місячні курси перепідготовки секретарів обкомів при ЦК ВКП(б) у Москві.
У лютому 1948 — липні 1950 року — 1-й секретар Таласького обласного комітету КП(б) Киргизії.
З 1950 року — слухач Вищої партійної школи при ЦК ВКП(б).
У 1953—1956 роках —— заступник міністра культури Киргизької РСР.
У 1956—1958 роках — 1-й секретар Кіровського районного комітету КП Киргизії.
У 1958—1970 роках — голова Комітету народного контролю Киргизької РСР.
З 1970 року — персональний пенсіонер союзного значення в місті Фрунзе.
Помер 15 листопада 1972 року в місті Фрунзе (Бішкеку).

## Нагороди
- три ордени Трудового Червоного Прапора
- медаль «За доблесну працю у Великій Вітчизняній війні 1941—1945 рр.»
- медалі